# Antoine Cassar
Antoine Christopher A. F. Cassar (Londra, 1978) è un poeta e traduttore maltese.
Compie i suoi studi tra Malta, Italia e Spagna. Attualmente sta specializzando i suoi studi nell'analisi del sonetto.

## I  “Mosaicspoems”
I mużajki o mosaics poems , sotto la forma metrica del sonetto petrarchesco, miscelano inglese, francese, italiano, maltese e spagnolo in una forma di poesia multilingue. Pubblicati nella prima edizione nell'antologia  Ħbula Stirati, (Tightropes), mantengono una loro coerenza ritmica e logica nonostante la forte contaminazione  dei linguaggi. I temi affrontati sono la vanità della vita, l'amore nelle sue ambiguità, i tragici effetti del colonialismo. Ecco una stanza dal sonetto C'est la vie:
| Originale Run, rabbit, run, run, run, from the womb to the tomb, de cuatro a dos a tres, del río a la mar, play the fool, suffer school, żunżana ddur iddur, engage-toi, perds ta foi, le regole imparar, [...] | Traduzione inglese Run, rabbit, run, run, run, from the womb to the tomb, from four to two to three, from the river to the sea, play the fool, suffer school, the wasp goes round and round, get involved, lose your faith, learn the rules, [...] |

Marija Grech concorda con Cassar nel ritenere che questi sonetti siano “…più da ascoltare che da leggere”, perché il suono delle varie lingue assume un valore privilegiato nelle performance di recitazione (che l'autore ha peraltro realizzato alla XIII Biennale des Jeunes Créateurs de l'Europe et de la Mediterranée di Bari, 2008). Ecco come Cassar definisce, in un'intervista, la lettura a più livelli della sua poesia: "Nella mia esperienza di lettura, trovo che se una poesia offre immediatamente la sua connotazione, i suoi toni, la sua bellezza, etc. il suo gusto sarà presto dimenticato... i più livelli di lettura possono stimolare la curiosità del lettore, portandolo con lentezza ma con forza più profondamente all'interno del testo".